# فليمون ديكنسون
فليمون ديكنسون هو سياسي أمريكي، ولد في 5 أبريل 1739 في تراب في الولايات المتحدة، وتوفي في 4 فبراير 1809 في ترنتون في الولايات المتحدة. نشط حزبياً في Pro-Administration Party (United States) ‏. وقد انتخب عضو مجلس الشيوخ الأمريكي ‏ عن دائرة New Jersey Class 2 senate seat ‏ خلال فترته النيابية ‏ (4 مارس 1791 – 4 مارس 1793) وانتخب عضو مجلس الشيوخ الأمريكي ‏ عن دائرة New Jersey Class 2 senate seat ‏ خلال فترته النيابية ‏ (23 نوفمبر 1790 – 4 مارس 1791) وانتخب عضو مجلس الشيوخ الأمريكي ‏.